# Ulomyia incerta
Ulomyia incerta är en tvåvingeart som först beskrevs av Wagner 1978.  Ulomyia incerta ingår i släktet Ulomyia och familjen fjärilsmyggor. Inga underarter finns listade i Catalogue of Life.